# Tectaria trichotoma
Tectaria trichotoma är en ormbunkeart som först beskrevs av Fée, och fick sitt nu gällande namn av Tag. Tectaria trichotoma ingår i släktet Tectaria och familjen Tectariaceae. Inga underarter finns listade.